# Eremotylus nefertitor
Eremotylus nefertitor är en stekelart som först beskrevs av Shaumar 1966.  Eremotylus nefertitor ingår i släktet Eremotylus och familjen brokparasitsteklar. Inga underarter finns listade i Catalogue of Life.